# ネイリスト
ネイリスト（和製英語: nailist）は、広義では、爪の美容と健康の手入れ（ネイルケア）、人工爪（つけ爪）の施術（アクリルスカルプチュア・ジェルネイルなど）や爪に装飾を施すネイルアートなどを行う職業の人を指す。この名称は、特定非営利活動法人 (NPO) 日本ネイリスト協会 (JNA) の発案である。
世界的には、マニキュアリスト (manicurist) もしくは各国の公的資格者としてネイルテクニシャン (nail technician) と呼ばれ、足の爪のみに特化したサービスを行う職業の場合はペディキュアリスト (pedicurist) と呼ばれる。アルファベット綴りでの"nailist"という単語は、一部の東南アジアや東アジアで通じる場合もあるが、英語圏全体ではまれにしか使用されていない。

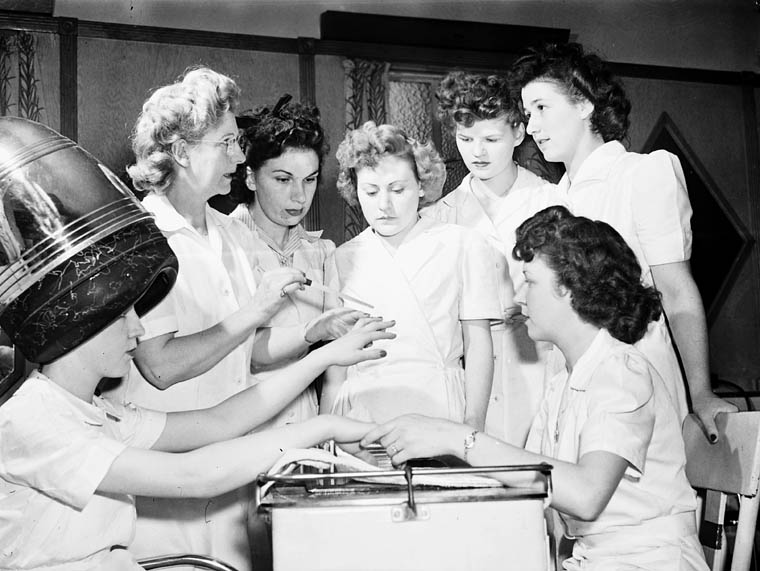
ネイリストの源流：マニキュアリスト (manicurist) …美容学校にてマニキュア技術を学ぶ退役軍人女性たち 1945

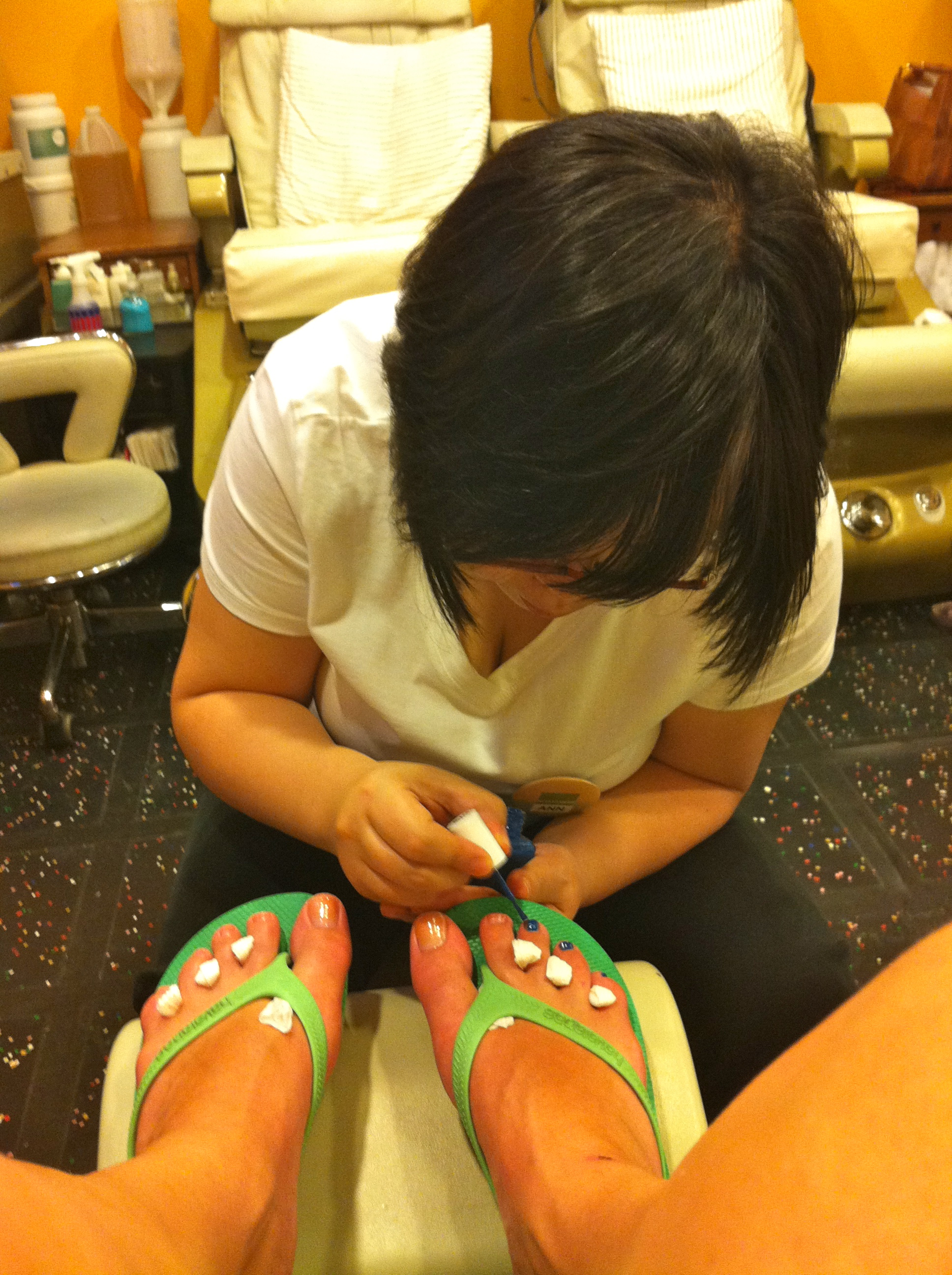
足の爪の手入れを行なうペディキュアリスト (pedicurist)

狭義では、日本ネイリスト協会の別組織公益財団法人日本ネイリスト検定試験センター (JNEC) が主催する技能検定試験（1級・2級・3級）に合格した者のことを指す。
日本においては、職業としてネイリストになるにあたって、必須要件たる国家資格・公的資格や許認可等はない。前述のとおり、民間としてネイリストを独自に認定する団体があるが、この認定は、この職業を行う法的な必要条件ではなく、一定の技術力の社会的指標と人材確保を意図して民間で制定されたものである。したがって、日本国内の民間団体が認定するネイル資格に拠らず、外国のネイル資格を掲げてこの職業を営んでいるネイリストも存在する。
日本における民間団体としては、特定非営利活動法人 (NPO) 日本ネイリスト協会 (JNA) 、特定非営利活動法人 (NPO) インターナショナルネイルアソシエーション (I-NAIL-A) があり、両団体は、訓練校を認定している。その他にも、両団体からの認定は受けていないが、個人ネイリストの主催する小規模なスクールにおいて訓練を受けることも充分に可能である。また、人工爪材料メーカーなどが主催する講習会や認定資格も多くある。なお、I-NAIL-Aが主催する技能検定試験（AAA級・AA級・PA級）では、合格者を「ネイルスペシャリスト」と呼ぶ。JNAとI-NAIL-Aは、団体としては別個のものであるが、両方の団体の資格を持って活動するネイリストも存在する。
ネイリストの主な職場としては、ネイルサロン、美容室、エステティックサロン、ブライダルサロン、ネイル・まつ毛サロン（ネイリスト兼アイリスト〈和製英語: eyelist〉）などがあり、また、ネイルスクールや講習会の講師または経営者、スタイリストなどに進む道もある。

## ネイリストの施術内容
- ネイルケア（手足の爪と指の手入れ）として、ファイリング（爪の整形）・バフィング（爪磨き）・キューティクルケア（甘皮の手入れ）などを行う。
- カラーポリッシュ（ネイルラッカー／マニキュア液）で爪に色やデザインを施す。
- アクリルスカルプチュア／ジェルネイルの施術（爪の表面や先端にアクリル系／ウレタンアクリル系の樹脂などで人工爪を施すこと）を行う。
- ネイルアートと称して、グリッター（ラメ）・ホログラム・ラインストーンなどで爪を装りつけたり、3Dアート（アクリル樹脂などで作られた立体的な造形を施すこと）・ペイントアート（アクリル絵具などで模様を描くこと）などを行ったりする。
- オプションとして、手足の揉みほぐしや足裏の角質除去を行う場合もある。
- ネイルサロンによっては、深爪矯正（爪噛み癖を直す補助）、巻き爪矯正（陥入爪の緩和）をメニューにしているところもある。